# Taiwan LPGA Tour
De Taiwan Ladies Professional Golf Association (Taiwan LPGA of TLPGA) is een Taiwanese organisatie die golftoernooien voor vrouwen organiseert. Het werd in 2000 opgericht door de "Taiwan Professional Golf Association" (TPGA). In 2005 lanceerde de TLPGA een eigen golftour: de Taiwan LPGA Tour. Het hoofdkantoor van de TLPGA is gevestigd in Taipei.

## Geschiedenis
De Taiwan Professional Golf Association (TPGA) bestond toen uit 269 leden waarvan 39 vrouwelijke leden. Deze leden richtten de "Ladies Committee" op en Angie Tsai was voorzitster van de comité. In 2000 organiseerde de comité drie kleine golftoernooien voor de golfdames. In 2001 werd Yueh-Chyn Huang de nieuwe voorzitster nadat Tsai de comité verliet. Tevens werd de comité onafhankelijk van de TPGA en werd hernoemd tot de Taiwan Ladies Professional Golf Association (TLPGA).
In 2002 richtte de TLPGA het TLPGA & Royal Open. Het is momenteel het langstlopende toernooi in de geschiedenis van de TLPGA en vindt jaarlijks plaats op de Royal Golf Club. In 2003 werd de "TLPGA Fan Club" opgericht.
In 2003 lanceerde de TLPGA met de "Taiwan LPGA Tour" een eigen golftour op en de Order of Merit werd voor het eerst toegepast in 2006. In de eerste jaren organiseerde de organisatie zelf toernooien. Vanaf 2007 nam het aantal sponsors, vooral door de Taiwanese golfclubs en bedrijven, toe en organiseerden zelf golftoernooien. In 2009 voegde de organisatie met de Hitachi Ladies Classic en het Taifong Ladies Open twee internationale toernooien waar internationale golfers welkom waren.
In 2011 begon de TLPGA samen te werken met de Ladies Asian Golf Tour (LAGT) om enkele toernooien waaronder het TLPGA & Royal Open, de Hitachi Ladies Classic en het Taifong Ladies Open op de kalender verschenen van de LAGT. In juli 2012 voerde de TLPGA-voorzitster Liu toernooipunten in voor de Women's World Golf Rankings, dat ook toegepast werd op andere golftours: de LPGA Tour, de LET, de JLPGA, de KLPGA en de ALPG Tour.

## Order of Merit
De Order of Merit werd door de TLPGA voor het eerst gelanceerd in 2006. Van 2006 tot 2011 werd het gebaseerd op het aantal punten. Vanaf 2012 wordt het gebaseerd op het verzamelen van het prijzengeld, uitgedrukt in Taiwanese dollar (TWD)
| Jaar | Winnares        | Punten    |
| ---- | --------------- | --------- |
| 2006 | Yvonne Weng     | 667       |
| 2007 | Yu-Chuan Tai    | 493       |
| 2008 | Huei-Ju Shih    | 655       |
| 2009 | Hsiu-Feng Tseng | 942       |
| 2010 | Hsien-Hua       | 861       |
| 2011 | Pei-Lin Yu      | 949       |
| Jaar | Winnares        | TWD       |
| 2012 | Teresa Lu       | 4.460.000 |
| 2013 | Ya-Huei Lu      | 1.981.538 |
| 2014 | Pei-Yun Chien   | 3.524.823 |